# Monomma venzoi
Monomma venzoi es una especie de coleóptero de la familia Monommatidae.

## Distribución geográfica
Habita en Somalia.